# Айн аль-Мульк Мултани
Айн аль-Мульк Мултани (урду عین الملک ملتانی‎) (годы рождения и смерти неизвестны) — военный и государственный деятель Делийского султаната из Мултана, Пенджаб (ныне Пакистан), который служил династиям Хильджи и Туглукидам в современной Индии. Он служил губернатором Ала ад-Дина Хильджи в Малве и Девагири, а после смерти Ала ад-Дина подавил восстание в Гуджарате.

## Ранняя жизнь
Его настоящее имя неизвестно. «Айн аль-Мульк» — это титул (также транслитерируемый как «Айн уль-Мульк»), в то время как Мултани — это нисба, обозначающая его место происхождения, то есть город Мултан в настоящее время в Южном Пенджабе, Пакистан. Хронист XV века Яхья ибн Ахмад Сирхинди называет его «Айн аль-Мульк-и Шихаб», что говорит о том, что его отца звали Шихаб.

## Карьера

### На службе у Ала ад-Дина
Мултани начал свою карьеру во время правления султана Ала ад-дина Хильджи (1296—1316) в качестве секретаря (дабира) его брата Улуг-хана. По словам придворного Ала ад-Дина Амира Хусрау, он был ученым, государственным деятелем и военачальником. Более поздний хронист Зия-уд-дин Барани описывает его как много путешествовавшего опытного человека, известного своими мудрыми советами и умением решать сложные проблемы. Барани также упоминает, что, как и Хусрау, он был искусен как с мечом, так и с пером.
В 1305 году армия, посланная Ала ад-Дином, вторглась в Малву и разгромила войска Парамары, возглавляемые первым министром Кокой. Неясно, кто командовал делийской армией, но он мог быть Айн аль-Мултани, поскольку Ала ад-Дин позднее назначил его губернатором Малвы. Мултани сыграл важную роль в укреплении правления султана Ала ад-Дина в Малве. Он совершил набег на бывшую столицу Парамары Дхару, где сломал дхарский железный столб. Он заставил вассалов династии Парамары из Удджайна, Дхара и Чандери признать сюзеренитет Ала ад-Дина. Впоследствии он вторгся в Манду, где укрылся царь Парамара Махалакадева. Его армия разгромила Парамаров и убила Махалакадеву и его сына.
Когда губернатор Девагири Малик Кафур был отозван в Дели в качестве вице-короля во время болезни Ала ад-Дина, Айн аль-Мульк Мултани был назначен губернатором Девагири.

### На службе у Мубарака-шаха
После смерти Ала ад-Дина регент Малик Кафур попросил его приехать в Дели, но пока он был в пути, Кафур направил его в Гуджарат. Кафур казнил Алп-хана, губернатора Гуджарата, что привело к восстанию в провинции, а другой генерал Камаль ад-Дин Гург был убит при попытке подавить восстание. В то время как Айн аль-Мульк Мултани был на пути в Гуджарат, Малик Кафур был убит, и сын Ала ад-Дина Кутб ад-Дин Мубарак-шах (1316—1320) захватил султанский трон Дели. В результате дворяне, сопровождавшие Мултани, отказались идти дальше, и его свите пришлось остановиться в Читторе. Через несколько дней Мубарак-шах приказал им идти в Гуджарат и положить конец восстанию, и Мултани возобновил свой поход.
В Гуджарате Айн аль-Мульк Мултани попытался разрешить ситуацию дипломатическим путем. Он писал письма лидерам повстанцев, указывая, что убийство Алп-хана было отомщено убийством Малика Кафура. Он попросил их прекратить восстание и предупредил о серьезных последствиях, если они откажутся это сделать. Большинство мятежников согласились присоединиться к его лагерю. Двое мятежников — Хайдар и Зирак — отказались подчиниться и были легко разбиты. Мултани вернулся в Дели после установления мира и порядка в Гуджарате.
В 1318 году губернатор Девагири Як Лахи поднял восстание, и Мултани был послан, чтобы подчинить его. Примерно в это же время он был назначен вазиром.

### На службе у Хусрау-хана
После того, как Мубарак-шах был убит в 1320 году, новый султан Хусрау-хан пожаловал Мултани титул «Алам-Хан», чтобы добиться его верности. Впоследствии Гази Малик Туглак, мукта Депалпура, пытался убедить Мултани и других дворян восстать против Хусрау-хана и отомстить за смерть Мубарак-шаха. Когда Мултани получил письмо Туглака, он был обеспокоен присутствием агентов Хусрау-хана. Поэтому он отнес письмо Хусрау-хану и заверил султана в своей преданности. Однако, когда Туглак написал ему второе письмо, Айн аль-Мульк Мултани выразил сочувствие делу первого. Мултани заявил, что он окружен союзниками Хусрау и поэтому не примет чью-либо сторону в предстоящей битве.

### На службе у Туглака
Гази Малик Туглак убил Хусрау-хана после битвы и взошел на трон Дели с титулом «Гийас ад-Дин» (1320—1325). По-видимому, он оставил Мултани на султанской службе.
Согласно хронисту Исами, Айн аль-Мульк Мултани присоединился к Улуг-хану (который позже взошел на трон Дели как Мухаммад бен Туглак, правил в 1325-1351 годах) в экспедиции 1322 года на Варангал. Несколько офицеров Улуг-хана восстали против него во время длительной осады, но Мултани остался ему верен.
Никакой информации о дальнейшей жизни Мултани нет. Некоторые средневековые хроники пытаются предоставить такую информацию, но они путают Мултани с другим сановником Айн аль-Мульком Махру (называемым Исами — Айн Ад-Дином). Исами и Барани четко различают этих двух мужчин.